# Delta-Schleppgestell

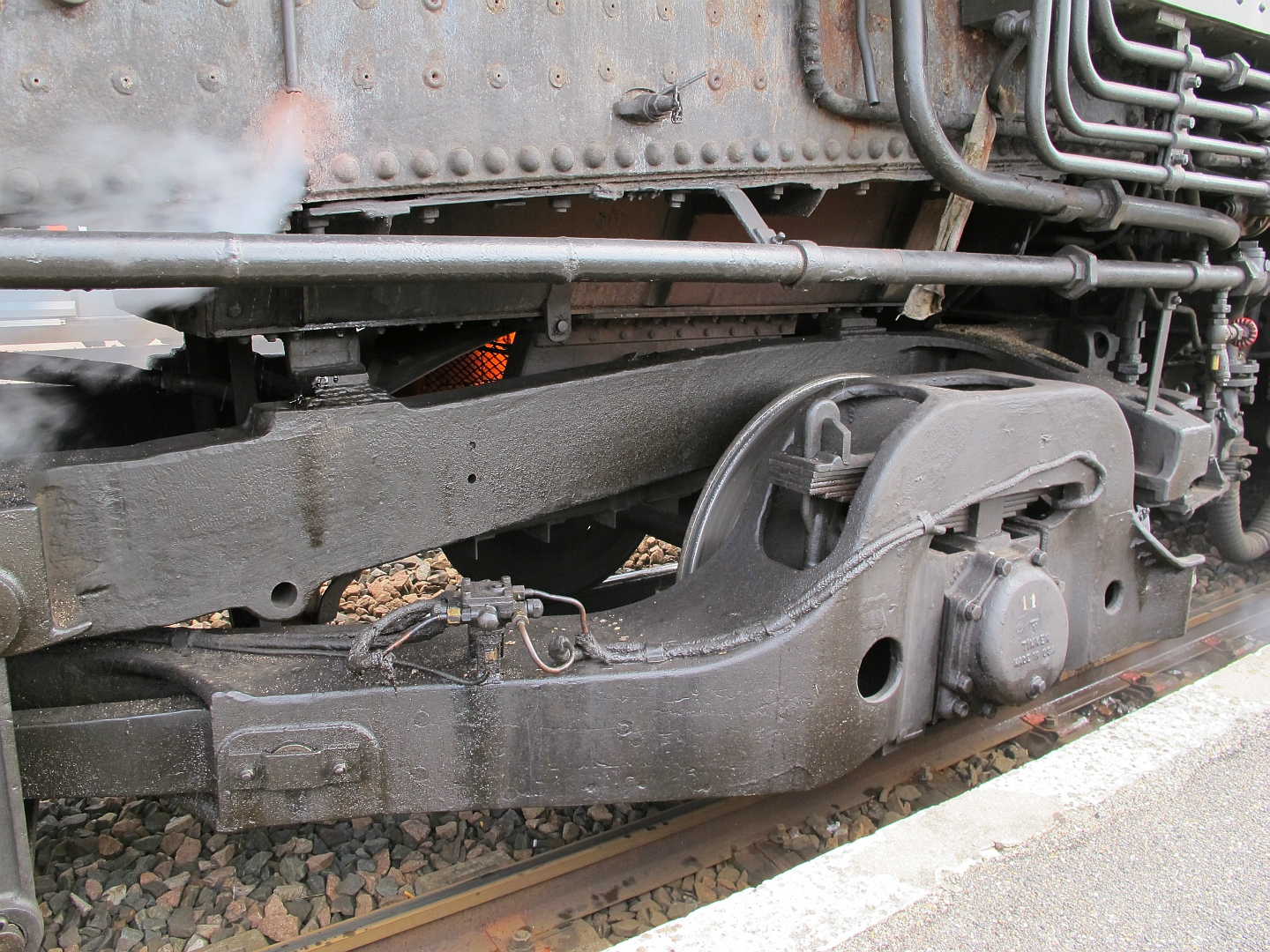
Delta-Schleppgestell der SNCF-141 R 1126 mit gefedertem Rahmen und innenliegendem Ausgleichshebel

Ein Delta-Schleppgestell ist eine besondere Form eines ein- oder zweiachsigen Bisselgestells, das insbesondere bei Dampflokomotiven mit Schlepptender als Nachläufer- bzw. Schleppgestell verwendet wird. Das Delta-Schleppgestell trägt den Stehkessel, der damit unbehindert von den Kuppelradsätzen dahinter angeordnet werden kann. Um den Aschkasten nicht zu behindern, hat der Rahmen außengelagerte Radsätze und eine charakteristische Dreiecksform, die an den griechischen Buchstaben Delta erinnert und so zur Namensgebung führte. Typisch insbesondere für nordamerikanische Lokomotiven und von ihnen beeinflusste Konstruktionen sind Rahmen in Stahlgusskonstruktion.